# Sphegina nigrimana
Sphegina nigrimana är en tvåvingeart som beskrevs av Cole 1924. Sphegina nigrimana ingår i släktet midjeblomflugor, och familjen blomflugor.
Artens utbredningsområde är Kalifornien. Inga underarter finns listade i Catalogue of Life.